# Kirgistan na Zimowych Igrzyskach Olimpijskich 2022
Kirgistan na Zimowych Igrzyskach Olimpijskich 2022 – występ kadry sportowców reprezentujących Kirgistan na igrzyskach olimpijskich, które odbyły się w Pekinie w Chińskiej Republice Ludowej, w dniach 4-20 lutego 2022 roku.
Reprezentacja Kirgistanu liczyła jednego zawodnika – Maksima Gordiejewa.
Był to ósmy start Kirgistanu na zimowych igrzyskach olimpijskich.

## Reprezentanci

### Narciarstwo alpejskie
| Zawodnik         | Konkurencja     | 1 przejazd | 1 przejazd | 2 przejazd | 2 przejazd | Łącznie | Łącznie | Źródło      |
| Zawodnik         | Konkurencja     | Czas       | Pozycja    | Czas       | Pozycja    | Czas    | Pozycja | Źródło      |
| ---------------- | --------------- | ---------- | ---------- | ---------- | ---------- | ------- | ------- | ----------- |
| Maksim Gordiejew | slalom mężczyzn | DNF        | DNF        | NQ         | NQ         | DNF     | DNF     | [ 1 ] [ 2 ] |